# Jacques Le Gall (résistant)
Pour les articles homonymes, voir Le Gall.
Jacques Le Gall est un résistant français de la France libre né le 25 février 1921 à Audierne et mort le 30 octobre 2021 à Saint-Malo. 

## Biographie
Né à Audierne, il voit le port depuis sa maison familiale et rêve tout jeune de devenir officier de marine. Sa famille étant de tradition catholique, il fréquente le scoutisme : « j’y ai appris à commander des hommes » déclare-t-il. 
En 1940, âgé de 19 ans, il poursuivait ses études au lycée Saint-Charles de Saint-Brieuc et était en train de passer les épreuves écrites du concours d'entrée à l'École navale lorsque la dernière épreuve fut annulée en raison de la Débâcle.
Il regagna alors Audierne et, avec son frère Alexis Le Gall, embarqua dès le 19 juin 1940 (le lendemain donc de l'Appel du 18 juin) à bord du Ar Zenith, bateau qui assurait les traversées vers l'Île de Sein. Après avoir embarqué dans cette île des Sénans, le bateau parvint à Plymouth et les 21 volontaires qui étaient à bord rejoignirent les rangs des Forces françaises libres. Mais les deux frères Le Gall, interdits de réembarquer sur l' Ar Zenith à Sein, durent trouver un autre bateau pour les convoyer à Ouessant, d'où la Monique-Andrée, un chalutier armé, les achemina jusqu'à Plymouth. 
Devenu sous-marinier (il fut à l'âge de 24 ans le plus jeune commandant de sous-marin français), Jacques Le Gall effectua de nombreuses missions en Mer du Nord, traquant d'abord les navires allemands entre l'Écosse et la Norvège, puis assurant la protection des navires américains à destination de l'Union soviétique à partir de 1941. Il commanda la Doris au printemps 1945.
Il abandonne finalement sa carrière militaire, qui s’annonçait pourtant brillante, pour reprendre, après son retour à la vie civile, l’entreprise familiale et en faire la plus grande entreprise de mareyage de France (Les "Viviers d'Audierne"). 
Soucieux de maintenir le devoir de mémoire, il n'hésitait pas à témoigner, souvent devant des publics jeunes. 
Une fois retraité, Jacques Le Gall choisit de vivre à Saint-Malo, présidant l'association locale des Français libres et veillant à la restauration du Ar Zenith, dont il obtint le classement comme Monument historique. En mars 2021 il a été fait citoyen d'honneur de Saint-Malo.

## Distinctions
- Il est cité l’Ordre de la Division ;
- Officier de la Légion d'honneur ;
- Croix de guerre 1939–1945 avec étoile d’argent.